# 이투리 분쟁

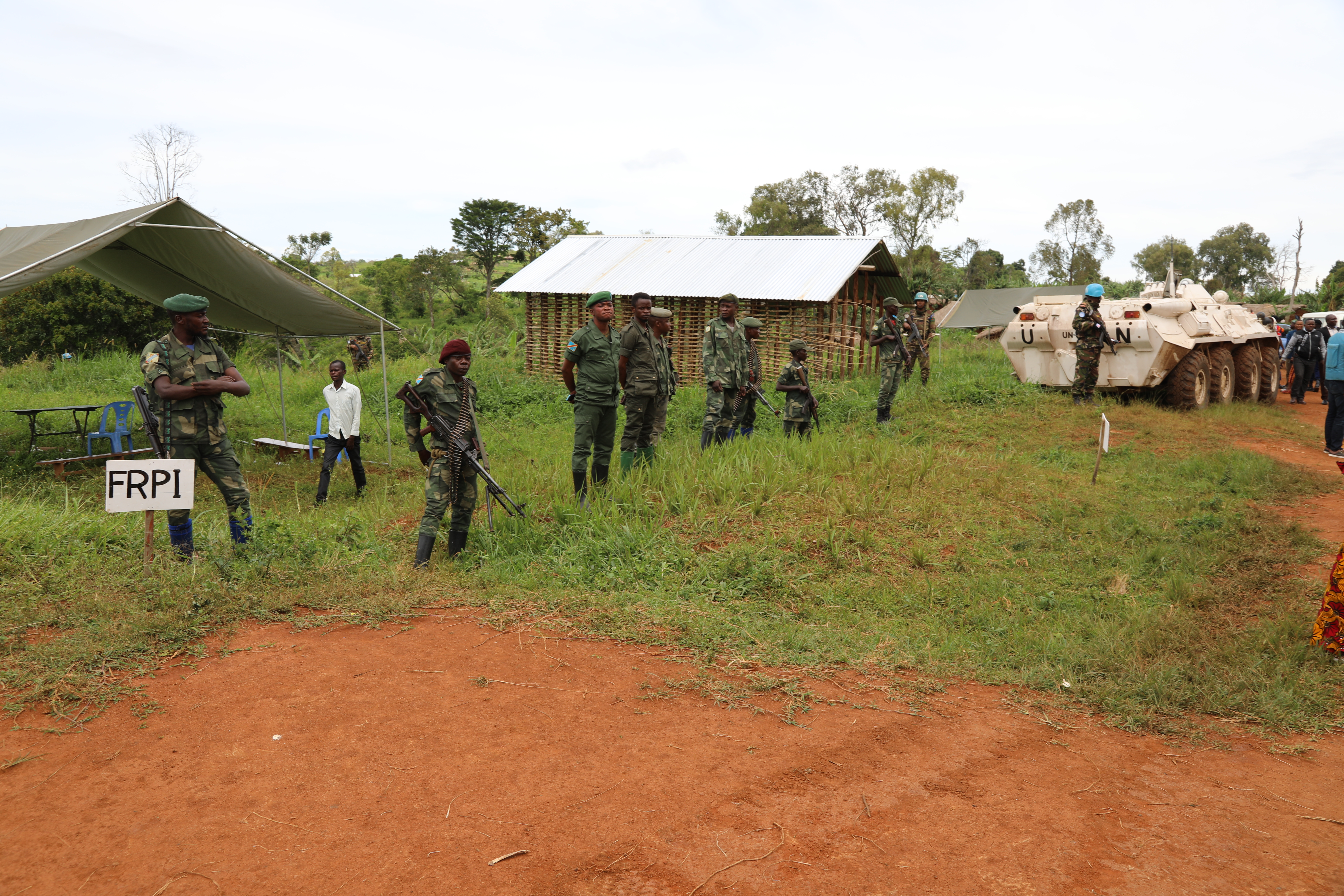
MONUSCO 평화유지군과 함께 기다리는 FRPI 민병대. (2019년)

이투리 분쟁(프랑스어: Guerre d'Ituri)은 콩고 민주 공화국 북동부 이투리주 지역에서 농업인 렌두족과 목축업을 하는 헤마족 사이에 지속되고 있는 저강도 비대칭 분쟁이다. 두 그룹은 이미 1972년부터 싸웠지만 '이투리 분쟁'이라는 이름은 1999년부터 2003년까지 격렬한 폭력이 벌어졌던 시기를 가리킨다. 무력 충돌은 현재까지 계속되고 있다.
이 분쟁은 주로 제2차 콩고 전쟁으로 촉발되었으며, 이로 인해 민족 의식이 높아지고 소형 무기가 대량 공급되며 다양한 무장 단체가 형성되었다. 보다 장기적인 요인으로는 토지 분쟁, 천연자원 추출, 지역 전체에 존재하는 인종적 긴장 등이 있다. 렌두족은 주로 민족주의 통합주의 전선(FNI)으로 대표되는 반면, 콩고 애국자 연합(UPC)은 헤마족을 위해 싸우고 있다고 주장했다.
분쟁은 극도로 폭력적이었다. 대규모 학살은 두 민족 파벌의 구성원들에 의해 자행되었다. 2006년 BBC는 1998년 이후 이투리에서 최대 60,000명이 사망했다고 보도했다. 국경없는의사회는 "콩고 민주 공화국(DRC) 이투리에서 진행 중인 분쟁으로 인해 50,000명 이상이 사망하고 500,000명 이상의 난민이 발생했다"라고 말했다. 1999년 이후 계속해서 용납할 수 없을 정도로 높은 사망률을 기록하고 있다." 수십만 명의 사람들이 집에서 쫓겨나 난민이 되었다.
2003년 6월, 유럽 연합은 아르테미스 작전을 시작하여 프랑스가 주도하는 평화유지군을 이투리에 파견했다. EU군은 지역 거점인 부니아(Bunia)를 장악하는 데 성공했다. 그럼에도 불구하고 시골에서는 싸움과 학살이 계속됐다. 2003년 12월, 헤마족을 지원하는 UPC 분열과 싸움이 크게 감소했다.
2017년 12월 "헤마 목축민과 렌두 농민" 사이의 "오랜 휴면" 토지 분쟁이 다시 불붙어 학살이 급증했고, 헤마 마을 전체가 파괴되고 100명이 넘는 사상자가 발생했다. 수만 명이 우간다로 피신했다. 렌두 민병대의 학살은 2018년 3월 중순에 중단됐지만, '농작물 파괴, 납치, 살인'은 계속됐다. 유엔은 2017년 12월부터 2018년 8월까지 최대 120개의 헤마 마을이 렌두 민병대의 공격을 받은 것으로 추정했다.